# Baquigopa
Baquigopa (od baqui-go = trska. Prema Buelni znači plain of canes/, nekadašnje selo Tarahumara Indijanaca koje se nalatilo na gornjem tolu rijeke Río Yaqui, lokalno poznate kao Rio Babispe, e. od Guachinere u sjeveroistočnoj Sonori. Meksiko. 
Selo je bilo izloženo napadima Indijanaca iz zapadne Chihuahue, pa su se stanovnici konačno iz njega odselili u Guachineru; sličnu sudbinu doživjeli su i stanovnici sela Batesopa.